# Helmuth Gotthardt von Barner
Helmuth Gotthardt von Barner (14. juli 1714 i Mecklenburg – 20. marts 1775 på Algestrup) var en dansk officer og godsejer.
Han var en søn af Hans Gottfried von Barner til Nütteln og Dorothea Margrethe (eller Elisabeth) von Lützow. Han gik i dansk krigstjeneste og avancerede i den fredelige periode, hvori hans liv faldt, til generalmajor 1770. Barner blev 1738 sekondløjtnant ved Livgarden til Fods, 1739 premierløjtnant i Holstenske Kompagni af Fynske nationale Infanteriregiment, fik 1753 afsked som karakteriseret major, 1756 på ny ansat, ansøgte 1761 om oberstløjtnants karakter, hvilket blev »akkorderet«, 1769 oberst og fik 1770 karakter af generalmajor,
Mest kendt er han som godsejer – han ejede fra 1759 Algestrup og Egemarke, som han fik af sin svigerfader, og Vedbygård på Sjælland (stamhuset Barnersborg), som han arvede 1768 efter Joachim Hartwig Johann von Barner – og som den, der blev stamfader til slægten Barner i Danmark, idet samtlige hans agnatiske efterkommere lod sig naturalisere som dansk adel 3. juli 1872. Han døde på Algestrup 20. marts 1775 og var gift 1. gang (8. september 1758) med Louise Christiane Magdalene Charlotte Adeler (27. maj 1731 – 27. maj 1759), en datter af gehejmeråd Frederik Adeler og Anna Beate født Rosenkrantz, og 2. gang (28. oktober 1760) med Henriette Margrethe Lente-Adeler (8. september 1731 – 3. oktober 1786), en datter af gehejmeråd Theodor Lente-Adeler og Leopoldine Cathrine født Rosenkrantz. Hun blev stammoder til de tre endnu levende linjer af slægten Barner.